# 明日の記憶 featuring emi sanokura from NOëL
『明日の記憶 featuring emi sanokura from NOëL』（あしたのきおく・フィーチャリング・えみ・さのくら・フロム・ノエル）は、プレイステーション用ゲームソフト『NOëL』に登場するキャラクター・佐野倉恵壬（岩男潤子）のアルバム。1996年9月25日にパイオニアLDCから発売された。

## 解説
佐野倉恵壬の声を担当する岩男潤子が全曲歌っているようなアルバムのタイトルだが、「DiGITAL LOVE」のみ岡野由香の声を担当する飯塚雅弓が歌い、収録曲の半分近くはキャラクターのテーマソングなどのInstrumentalである。
NOëLシリーズで同様のコンセプトのアルバムとして、門倉千紗都（水樹奈々）のキャラクターミニアルバム『départ chisato×nana』がある。

## 収録曲
1. opening theme SEA
作曲：竹本晃、編曲：小川尚子
2. 痛む翼を広げて
歌：佐野倉恵壬（岩男潤子）
作詞：矢野義隆、作曲：池毅、編曲：小川尚子
3. 聞いて・・・
歌：佐野倉恵壬（岩男潤子）
作詞：矢野義隆、作曲・編曲：佐藤Michelle俊雄
4. あなたへのCurtain Call
歌：佐野倉恵壬（岩男潤子）
作詞：矢野義隆、作曲・編曲：土井直哉
5. ありがとう（New Version）
歌：佐野倉恵壬（岩男潤子）
作詞：柚木美祐、作曲：手塚理、編曲：小川尚子
6. emi's theme
作曲：手塚理、編曲：小川尚子
7. DiGITAL LOVE
歌：岡野由香（飯塚雅弓）
作詞：矢野義隆、作曲・編曲：羽毛田丈史
8. yuka's theme
作曲：竹本晃、編曲：小川尚子
9. kaho's theme
作曲：竹本晃、編曲：小川尚子
10. graduation trip
作曲：竹本晃、編曲：小川尚子
11. ending theme SKY
作曲：竹本晃、編曲：小川尚子